# American Jewish Joint Distribution Committee
L'American Jewish Joint Distribution Committee, noto anche come Joint o JDC, è un'organizzazione di soccorso ebraica con sede a New York.

## Storia
Il JDC fu fondato nel 1914, inizialmente per fornire assistenza agli ebrei che vivevano in Palestina sotto il dominio turco.

### Finanziamento
Il JDC iniziò ad impegnarsi nel salvare gli ebrei con una donazione di 50000 $ da parte di Jacob Schiff, un ricco imprenditore ebreo e filantropo. Era il principale finanziatore dell'organizzazione e contribuì a raccogliere diversi fondi per salvare e aiutare gli ebrei in tutto il mondo.
Nella raccolta fondi il GDC fu aiutato dal'American Jewish Relief Committee, fondato da diversi ebrei benestanti il 25 ottobre 1914; tra loro Jacob Schiff, Louis Marshall (il presidente del comitato) e Felix M. Warburg. Contribuì a reperire fondi per il JDC anche il Central Relief Committee, nato il 4 ottobre 1914 grazie all'accordo di ebrei ortodossi dell'Europa orientale, come Leon Kamaiky. Quasi un anno dopo, nell'agosto 1915, ai donatori di fondi per JDC si unì il People's Relief Committee, di stampo socialista, guidato da Meyer London. Dopo pochi anni il JDC e le altre organizzazioni avevano raccolto fondi sostanziosi e cominciarono ad avere un peso notevole.
Alla fine del 1917 il JDC trasferì 76000 $ alla Romania, 1532300 $ alla Galizia, 2553000 $ alla Russia e 3000000 $ alla Polonia e alla Lituania occupate dai tedeschi. Nel 1920 stanziò quasi 5000000 $ complessivi per assistere gli ebrei in Polonia. Tra il 1919 e il 1920, periodo di emergenza, il JDC erogò oltre 22000000 $ per soccorrere gli ebrei in tutta Europa.

### Fondazione
Nel 1914 circa 59.000 ebrei vivevano in Palestina sotto il dominio ottomano. L'insediamento, Yishuv, era in gran parte costituito da ebrei emigrati dall'Europa che dipendevano in gran parte da fondi esterni che arrivavano alla Palestina per il loro sostentamento. Lo scoppio della prima guerra mondiale distrusse questi canali di sostegno, lasciando la comunità nell'isolamento e indigenza. In vista dell'imminente disastro, i leader dell'Yishuv fecero appello a Henry Morgenthau, allora ambasciatore degli Stati Uniti in Turchia. Morgenthau, commosso e sconvolto dalla miseria di cui era stato testimone, chiese subito con un cablogramma urgente al filantropo ebreo di New York Jacob Schiff 50000 $ di aiuti per evitare la fame, e di conseguenza la morte, agli ebrei in Palestina.
Datato 31 agosto 1914, il cablogramma della Western Union recitava, tra l'altro:
«GLI EBREI PALESTINESI AFFRONTANO UNA CRISI TERRIBILE [...] PAESI BELLIGERANTI CHE INTERROMPONO LA LORO ASSISTENZA [...] UNA SERIA DISTRUZIONE MINACCIA LE PROSPERE COLONIE [...] NECESSARI CINQUANTAMILA DOLLARI.»
L'appello fu udito negli Stati Uniti. In un mese furono raccolti 50000 $ (l'equivalente di 1 milione di dollari nel 2000) grazie agli sforzi di un temporaneo collettivo creato ad hoc da tre organizzazioni ebraiche religiose e secolari: l'American Jewish Relief Committee, il Central Committee for the Relief of Jews Suffering Through the War e il People's Relief Committee.
Nel 1915 scoppiò una crisi più grave, quando durante la prima guerra mondiale le comunità ebraiche della zona di residenza in Russia furono coinvolte nei combattimenti lungo il fronte orientale. Sotto la guida di Judah Magnes, prima della fine dell'anno il comitato raccolse cinque milioni di dollari.
Nel 1921, dopo la guerra civile post-rivoluzionaria russa, il comitato fu una delle uniche due organizzazioni rimaste in America a inviare aiuti per combattere la carestia.

### Missione
L'organizzazione è attiva in più di 70 paesi oltre che in Israele.
Lo scopo principale del JDC è offrire aiuto alle numerose popolazioni ebraiche dell'Europa centrale e orientale e del Medio Oriente attraverso una rete di programmi di assistenza sociale e comunitaria. Inoltre, il JDC contribuisce con milioni di dollari in caso di calamità e per aiutare lo sviluppo delle comunità non ebraiche.
JDC adempie alla sua missione su quattro fronti:
- Salvataggio degli ebrei a rischio: JDC è esperto nel rispondere alle crisi, collabora con agenzie partner locali per soddisfare i bisogni immediati della popolazione.
- Assistenza per gli ebrei bisognosi: oltre agli aiuti in emergenza, il supporto di JDC rafforza la capacità delle agenzie locali di sostenere e di migliorare la qualità della vita delle comunità in difficoltà.
- Rilancio della vita della comunità ebraica.
- Israele: JDC lavora in collaborazione con il governo israeliano ed organizzazioni locali per migliorare la vita degli anziani, immigrati, bambini a rischio, disabili e disoccupati cronici. Nel 2007 il JDC ha ricevuto il Premio Israele per i suoi successi nel tempo e per il contributo particolare alla società e allo Stato di Israele.[7][8]

## Progetti
Il Comitato finanzia programmi per assistere gli ebrei impoveriti dell'ex Unione Sovietica e dell'Europa centrale e orientale, fornendo cibo, medicine, assistenza domiciliare e altri aiuti fondamentali agli anziani e ai bambini bisognosi. Nei paesi dell'America Latina, dell'Africa e dell'Asia consente alle piccole popolazioni ebraiche di mantenere i servizi sociali essenziali e di garantire un futuro all'insegna dell'ebraismo ai giovani e alle nuove generazioni. In Israele JDC risponde ai bisogni legati alla crisi, contribuendo nel contempo a migliorare i servizi agli anziani, ai bambini e ai giovani, ai nuovi immigrati, ai disabili e ad altre persone vulnerabili.
Nello spirito del Tiqqun 'olam, una frase ebraica che si riferisce all'obbligo morale di aggiustare il mondo e di alleviare le sofferenze, il JDC ha contribuito con finanziamenti e competenze in diverse crisi umanitarie come lo tsunami nell'Oceano Indiano del 2004, il ciclone del Myanmar del 2008, il genocidio nel Darfur, l'escalation della violenza in Georgia e il terremoto e lo tsunami di Tōhoku del 2011.
- Quando milioni di ebrei nell'Europa orientale e in Palestina pativano la fame in seguito alla prima guerra mondiale, il JDC diede da mangiare agli affamati, fornì cure mediche ai malati e sostenne programmi per aiutare a stabilizzare la fragile economia della regione.
- Con l'ascesa del regime nazista di Hitler, il JDC sostenne gli sforzi che consentirono a 110.000 ebrei di lasciare la Germania prima del 1939.
- Dopo l'istituzione dello stato di Israele il JDC sostenne decine di migliaia di ebrei nel difficile passaggio dallo status di rifugiato a cittadino.
- Il JDC svolse un ruolo centrale nell'Operazione Salomone, che permise di trasportare in aereo più di 14.000 ebrei etiopi in Israele nell'arco di 36 ore.

### Agro-Joint
Negli anni '20 il governo sovietico tentò di controllare il JDC e il modo in cui operava nei confronti degli ebrei sovietici. Il JDC acconsentì a collaborare con un'organizzazione nota come Jewish Public Committee, controllata dai bolscevichi. Accettando questo accordo, il JDC poté assistere gli ebrei sotto la supervisione dei bolscevichi, cosa che tranquillizzò l'Unione Sovietica.
La prima guerra mondiale gettò l'Europa orientale nel caos, sottoponendo le comunità ebraiche a una grave carestia, alla povertà e ad un crescente ed acceso antisemitismo. La rivoluzione russa e i conflitti successivi alimentarono ulteriormente la rabbia ed al tempo stesso le richieste di intervento umanitario della JDC. L'Unione Sovietica permise al JDC di lavorare con l'American Relief Aid (invece del Jewish Public Committee) per aiutare coloro le vittime di carestia. Dal 1921 al 1923 il JDC e l'ARA impiegarono quasi 4 milioni di dollari per sfamare 2 milioni di persone in Bielorussia e in Ucraina.
Il JDC andò oltre per migliorare le condizioni degli ebrei in Ucraina, portandovi 86 trattori dall'America per aiutare a ricostruire le colonie agricole ebraiche. Molte di queste colonie erano state distrutte durante la guerra e non avevano condizioni di vita ottimali. Il dottor Joseph Rosen, direttore della filiale russa del JDC, ideò un piano per assistere ulteriormente gli ebrei nelle shtetl, le città ebraiche dove la maggioranza della popolazione parlava yiddish.
La leadership comunista bandì quelle attività da cui gli ebrei dipendevano, costringendo le famiglie alla povertà. Questi atti portarono nel 1924 alla creazione della American Jewish Joint Agricultural Corporation (Agro-Joint). L'avvocato James N. Rosenberg di New York fu nominato da JDC capo del Consiglio esecutivo europeo e supervisionò le operazioni di Agro-Joint. In seguito fu nominato presidente della American Society for Jewish Farm Settlements Inc in Russia.
Un'innovazione fu la creazione dei prestiti kassa: gli istituti di credito cooperativo concedevano prestiti a basso tasso d'interesse ad artigiani e proprietari di piccole imprese. Dal 1924 al 1938 questi prestiti aiutarono a rivitalizzare i villaggi e le città in tutta l'Europa orientale.
Con il sostegno del governo sovietico JDC portò avanti questa coraggiosa iniziativa per sistemare i cosiddetti ebrei "non produttivi", come agricoltori in vasti insediamenti agricoli in Ucraina, in Bielorussia ed in Crimea. A questo scopo fu istituita nell'Unione Sovietica una speciale organizzazione pubblica, la Society for Settling Toiling Jews on the Land, o OZET, che funzionò dal 1925 al 1938. Fu istituito anche un comitato governativo speciale, chiamato Komzet. La sua funzione era quella di contribuire e distribuire la terra per le fattorie collettive ebraiche e di lavorare insieme a OZET.
Gli Stati Uniti fornirono attrezzature agricole moderne alle colonie ebraiche nell'URSS. Il JDC aveva anche agronomi che insegnavano ai coloni ebrei le nozioni del lavoro agricolo. Queste attività aiutarono oltre 150.000 ebrei in più di 250 insediamenti. Il numero dei contadini ebrei si ridusse notevolmente, perché la disoccupazione era diminuita e le colonie avevano più successo. La Agro-Joint aiutò anche
il reinsediamento dei medici ebrei rifugi,aprovenienti ti dalla Germania.
Il successo dell'iniziativa Agro-Joint sarebbe finito due anni dopo: il governo di Joseph Stalin era diventato sempre più ostile alle organizzazioni straniere. I lavoratori di Agro-Joint divennero presto bersaglio delle purghe staliniste durante le operazioni del NKVD. L'ordine operativo n. 00439, intitolato "Sull'arresto di soggetti tedeschi sospettati di spionaggio contro l'URSS", fu emesso il 25 luglio 1937 e impose l'arresto dei cittadini tedeschi che avevano acquisito la cittadinanza sovietica. Nel corso dell'anno l'ordine fu esteso ad altri sospettati di collaborare o spiare per conto della Germania e colpì i lavoratori di Agro-Joint e i medici che li avevano aiutati a reinsediarsi. Molti sostenitori di Agro-Joint furono arrestati, accusati di spionaggio e di attività controrivoluzionarie e poi uccisi. Nel 1941 tutti i coloni non ancora fuggiti furono uccisi dai nazisti.

### Il JDC durante la Grande Depressione
Nell'ottobre 1929 iniziò il periodo della Grande depressione negli Stati Uniti e la maggior parte dei cittadini americani iniziò ad avere difficoltà finanziarie. Anche il JDC subì gli effetti della Grande Depressione: i finanziamenti cominciarono a diminuire, le persone in difficoltà non donavano denaro all'organizzazione. A causa della riduzione dei fondi, il JDC concentrò gli sforzi sugli ebrei rimasti in Germania. Alle difficoltà finanziarie si aggiunse il fatto che i nazisti saccheggiarono il quartier generale europeo del JDC, evento che fece spostare la sede da Berlino a Parigi. Nonostante la depressione, gli ebrei americani iniziarono a donare più denaro al JDC, man mano che divennero più consapevoli della grave situazione e del pericolo in cui si trovavano i loro compagni. Durante i sette anni di recessione, dal 1933 al 1939, il JDC poté aiutare oltre 190.000 persone in fuga dalla Germania nazista, e 80.000 di essi riuscirono a fuggire dall'Europa.

## Gli anni 1930 - 1940

### Prima della seconda guerra mondiale
L'ascesa al potere di Hitler nel 1933 fu subito seguita dall'approvazione delle leggi di Norimberga, una serie di restrizioni onerose che privarono gli ebrei dei diritti umani fondamentali e dei mezzi di sussistenza. Il sostegno di JDC diventò fondamentale per la loro sopravvivenza. Furono incanalati fondi attraverso le organizzazioni di soccorso ebraiche locali, sovvenzionata l'assistenza medica, le scuole, la formazione professionale, i programmi di assistenza sociale e gli sforzi per l'emigrazione precoce. Il sostegno del JDC sarebbe stato poi esteso alle comunità ebraiche nell'Austria annessa dai nazisti e nella Cecoslovacchia occupata.
Non passò molto tempo prima che l'escalation delle persecuzioni degli ebrei da parte di Hitler rendesse prioritario l'aiuto del JDC per l'emigrazione. A tal fine il JDC fornì gli aiuti di emergenza ai rifugiati bloccati, coprì le spese di viaggio, procurò gli alloggi e i documenti dei vari paesi in cui rifugiarsi.
Con l'invasione della Polonia il 1 settembre 1939 e la dichiarazione di guerra di Inghilterra e Francia del 3 settembre 1939 aumentò notevolmente la necessità di aiuti per l'emigrazione: tra il 1933 ed il 1939 le organizzazioni sostenute dal JDC avevano aiutato circa 110.000 ebrei a fuggire dalla Germania; solo nel 1939 ne aiitarono circa 30.000.

### Protezione dei porti sicuri
La Conferenza di Évian del 1938 fu organizzata per trovare soluzioni utili alla crescente crisi dei rifugiati ebrei nella Germania nazista. La Repubblica Dominicana e il suo leader, dittatore Rafael Trujillo, accettò di accogliere 100.000 rifugiati, l'unico dei 32 paesi partecipanti alla conferenza, disposto ad aumentare le quote di immigrazione. La Dominican Republic Settlement Association (DORSA, un progetto del JDC) fu creata per reinsediare i rifugiati ebrei provenienti dall'Europa in un insediamento agricolo a Sosúa, nella Repubblica Dominicana. Leon Falk Jr. fu presidente dell'associazione dal 1941 al 1942. Il primo gruppo di rifugiati arrivò a Sosua Bay l'11 maggio 1940, in una colonia di 26.000 acri. Nel gennaio 1941 erano immigrati nella colonia 300 rifugiati. Falk Jr e sua moglie Katherine erano molto attivi nell'associazione: le attività prevedevano la sponsorizzazione dei viaggi, l'organizzazione delle sovvenzioni dalla Falk Foundation e la visita alla colonia.
Nel 1940 la JDC soccorse i rifugiati in transito in più di 40 paesi. Il Joint aprì rifugi e mense per migliaia di rifugiati ebrei in Polonia, arrivando ad aiutare circa 600.000 persone nel 1940. Sovvenzionò ospedali, centri per l'infanzia e programmi educativi e culturali; venivano spediti anche i rifornimenti per la Pasqua. L'obiettivo era quello di fornire ai rifugiati gli aiuti basilari per il sostentamento, mentre si cercava di garantire loro una sistemazione permanente negli Stati Uniti, in Palestina e in America Latina.

### Dicembre 1941: JDC diventa un'organizzazione clandestina
Con l'entrata in guerra degli Stati Uniti, dopo l'attacco a Pearl Harbor nel dicembre 1941, JDC dovette cambiare drasticamente il suo modus operandi. Non più autorizzati ad operare legalmente nei paesi nemici, i rappresentanti del JDC sfruttarono una varietà di collegamenti internazionali per portare gli aiuti agli ebrei che vivevano in condizioni disperate nelle aree controllate dai nazisti. Il quartier generale in tempo di guerra fu istituito nella neutrale Lisbona.
A Lisbona JDC noleggiò navi e finanziò missioni di salvataggio che sottrassero migliaia di rifugiati alla minaccia nazista. Alcuni arrivarono a Shanghai, dove il JDC promosse un programma di soccorso per 15.000 rifugiati dell'Europa centrale e orientale. In Europa, JDC fornì fondi per sostenere 7.000 bambini ebrei.
Il Joint collaborò con la Œuvre de secours aux enfants per sostenere e salvare i bambini: ad esempio, aiutò più di 1.000 bambini a emigrare in Svizzera e in Spagna. Altri bambini fuggirono in America, con l'aiuto del Joint e di altre organizzazioni, come HIAS. Molti viaggiavano senza genitori, e sono noti come One Thousand Children.

### American Jewish Joint Distribution Committee e la MS St. Louis
Il 13 maggio 1939 il transatlantico MS St. Louis lasciò la Germania e si diresse a L'Avana, Cuba. Sulla nave c'erano 937 passeggeri, la maggior parte dei quali ebrei in fuga. Quasi tutti gli ebrei avevano fatto domanda di visti statunitensi, avevano programmato di rimanere a Cuba solo fino a quando non avrebbero ottenuto tali visti. Ma il governo cubano "revocò" i visti cubani e concesse l'ingresso a Cuba solo a 28 dei 937 passeggeri, e nello stesso tempo anche gli Stati Uniti rifiutarono i visti d'ingresso.
Una volta che la notizia arrivò in Europa e negli Stati Uniti, l'avvocato Lawrence Berenson, che lavorava con il Jewish Joint Distribution Committee, intervenne in favore dei passeggeri a cui era stato negato l'ingresso a Cuba. Nel frattempo il JDC stava cercando di aiutare gli immigrati a trovare una sistemazione. Berenson incontrò e negoziò con il presidente cubano Federico Laredo Brú, purtroppo senza successo.
Il 2 giugno il presidente Bru costrinse la St. Louis a lasciare le acque cubane. La nave si diresse verso la Florida e chiese al presidente Roosevelt di concedere l'accesso negli Stati Uniti; non ricevette nessuna risposta. La nave tornò in Europa e il JDC continuò a negoziare per conto dei passeggeri. Morris Troper e altri addetti del JDC fecero appello ai governi europei per garantire i visti di ingresso a coloro che non avevano dove andare.
Grazie agli sforzi del JDC, 288 passeggeri furono ammessi in Gran Bretagna, 181 nei Paesi Bassi, 214 in Belgio e 224 in Francia. Quando Hitler e i nazisti invasero i Paesi Bassi, il Belgio, il Lussemburgo e la Francia, queste persone erano nuovamente a rischio. Tragicamente, infatti, 254 passeggeri della St. Louis furono uccisi nell'Olocausto. Grazie agli sforzi e ai collegamenti attivi, la JDC fu in grado di salvare la maggior parte dei passeggeri ebrei del transatlantico.

## L'Olocausto
Durante l'Olocausto l'American Jewish Joint Distribution Committee fu il principale benefattore finanziario dell'emigrazione ebraica dall'Europa e dei tentativi di salvataggio degli ebrei dai territori controllati dai nazisti. Dallo scoppio della seconda guerra mondiale e fino al 1944 il JDC permise a più di 81.000 ebrei di emigrare dall'Europa occupata dai nazisti. Il JDC fece avere aiuti ai prigionieri ebrei nei campi di lavoro e contribuì a finanziare la resistenza ebraica polacca nei preparativi per la rivolta del ghetto di Varsavia del 1943. Inoltre, era un canale importante per tenere informati, spesso dettagliatamente, i leader ebrei americani sugli eventi legati all'olocausto.

### Salvataggio dei sopravvissuti all'Olocausto nel secondo dopoguerra
La vittoria degli alleati non offriva alcuna garanzia che le decine di migliaia di ebrei appena liberati (Sh'erit ha-Pletah) sarebbero sopravvissuti per godere la libertà. Per scongiurare la carestia, il JDC mobilitò le risorse, istituendo un ambizioso programma di acquisti e spedizioni per fornire i beni di prima necessità ai sopravvissuti all'Olocausto che dovevano affrontare le gravi carenze locali. Più di 100.000 tonnellate di cibo, medicine, vestiti e altro furono spediti in Europa dai porti degli Stati Uniti.
Alla fine del 1945 75.000 ebrei sopravvissuti agli orrori nazisti furono radunati nei campi profughi in Germania, Austria e Italia. Le loro condizioni erano abominevoli. Earl Harrison, decano della facoltà di giurisprudenza dell'Università della Pennsylvania, chiese a Joseph Schwartz, direttore europeo del JDC, di accompagnarlo nella visita ufficiale dei campi. Il suo rapporto storico richiedeva la creazione di campi ebraici separati e la partecipazione dell'United Nations Relief and Rehabilitation Administration (UNRRA) nella loro amministrazione, con l'aiuto di JDC. In risposta, Schwartz ricreò virtualmente JDC, mettendo insieme un'organizzazione sul campo che copriva l'Europa e successivamente il Nord Africa e progettando una strategia operativa proattiva.
Integrando i soccorsi forniti dall'esercito, dall'UNRRA e dall'agenzia che succedette all'UNRRA, la International Refugee Organization, il JDC distribuì gli aiuti per l'emergenza, ma sodfisfece anche i bisogni educativi e culturali degli sfollati, fornendo macchine da scrivere, libri, rotoli della Torah, articoli rituali e disposizioni per le vacanze. I fondi JDC erano volti a ripristinare un senso di comunità e normalità nei campi con nuove strutture mediche, scuole, sinagoghe ed attività culturali. Nei due anni successivi l'afflusso di rifugiati da tutta l'Europa centrale e orientale avrebbe più che triplicato il numero di ebrei nei campi per gli sfollati. Il loro numero includeva gli ebrei polacchi tornati dall'Unione Sovietica per fuggire ancora, questa volta verso ovest, dal rinnovato antisemitismo e dai pogròm.
Nell'immediato dopoguerra il JDC lavorò a stretto contatto con le organizzazioni culturali ebraiche (in gran parte prive di fondi), come la Jewish Cultural Reconstruction, Inc. e la Jewish Restitution Successor Organization.
Allo stesso tempo JDC aiutava a sostenere decine di migliaia di ebrei rimasti nell'Europa orientale, così come le altre migliaia che vivevano in Occidente, fuori dai campi profughi, nelle comunità ebraiche che ricevevano anch'esse assistenza per la ricostruzione dal JDC. Nel 1946 circa 120.000 ebrei in Ungheria, 65.000 in Polonia e più della metà dei 380.000 ebrei della Romania dipendevano dalla JDC per il cibo e gli altri bisogni di base. Nel 1947 JDC supportava 380 strutture mediche in tutto il continente e circa 137.000 bambini ebrei ricevevano una qualche forma di aiuto da JDC.
A causa delle tensioni dovute alla Guerra Fredda, la JDC fu espulsa da Romania, Polonia e Bulgaria nel 1949, dalla Cecoslovacchia nel 1950 e dall'Ungheria nel 1953.

## Insediamento in Israele
A un certo punto JDC spostò la sua attenzione in Europa dai soccorsi di emergenza alla ripresa a lungo termine: gran parte della sua missione in evoluzione consisteva nel preparare la popolazione ebraica di rifugiati ad una nuova vita in Palestina, che presto sarebbe diventato lo stato ebraico di Israele. A tal fine furono istituiti centri di formazione professionale e hachsharot (formazione agricola).
Il reinsediamento aveva i suoi ostacoli: sin da prima della guerra la Palestina era sotto il controllo della Gran Bretagna, il che poneva rigidi limiti all'immigrazione degli ebrei europei. L'immigrazione clandestina proseguì nonostante i blocchi, soprattutto grazie al lavoro di Bricha e Aliyah Bet, due movimenti organizzati, parzialmente finanziati da JDC. Quando gli inglesi iniziarono a internare gli immigrati ebrei irregolari nei campi di detenzione a Cipro, il JDC fornì servizi medici, educativi e sociali ai detenuti.
Il ritiro della Gran Bretagna dalla Palestina preparò il terreno per la nascita dello Stato di Israele, il 15 maggio 1948, che attirò rapidamente ondate di ebrei non solo dall'Europa, ma anche da tutto il mondo arabo. Il Nord Africa divenne un luogo particolarmente pericoloso per gli ebrei dopo la seconda guerra mondiale: infatti, nel 1945 gli ebrei in Libia subirono un devastante pogrom. La guerra arabo-israeliana del 1948 in Palestina scatenò un'ondata di fervore nazionalista, portando a rivolte antiebraiche ad Aden, in Marocco e a Tripoli. Quasi l'intera popolazione ebraica della Libia, 31.000 persone, immigrò in Israele nel giro di pochi anni. A giugno 1948 JDC e Israele organizzarono l'operazione Magic Carpet, il ponte aereo per i 50.000 ebrei yemeniti. In tutto, più di 300.000 ebrei lasciarono il Nord Africa per trasferirsi in Israele. Migliaia di ebrei iracheni e curdi furono trasportati nell'ambito dell'operazione Ezra e Nehemiah, anch'essa finanziata dal JDC.
L'afflusso era così massiccio, e al tempo stesso la capacità della neonata nazione di provvedere alla sua crescente popolazione così limitata, che il sogno di uno stato avrebbe potuto morire prima di mettere radici. Tra i nuovi arrivati c'erano 100.000 veterani dei campi europei: meno della metà degli adulti erano normodotati, il resto consisteva in anziani, malati o disabili sopravvissuti ai campi di concentramento; la tubercolosi era dilagante.
Il governo israeliano alla fine del 1949 invitò il JDC a unirsi all'Agenzia ebraica per Israele per affrontare queste sfide. Il risultato fu la nascita di MALBEN, Organizzazione per la cura degli immigrati portatori di handicap. Negli anni successivi MALBEN si affrettò a convertire le ex caserme dell'esercito britannico e qualsiasi altro edificio disponibile in centinaia di ospedali, case per anziani, sanatori per la tubercolosi, laboratori protetti e centri di riabilitazione; finanziò anche la formazione di infermieri e operatori della riabilitazione.
Nel 1951 JDC si assunse la piena responsabilità di MALBEN. I suoi numerosi programmi di riabilitazione aprirono nuove possibilità alle persone svantaggiate, consentendo loro di contribuire alla costruzione del nuovo paese. Allo stesso tempo le agenzie governative locali e nazionali israeliane stavano incrementando le proprie capacità; con il venir meno della necessità di aiuti di emergenza, prima della fine del decennio il JDC sviluppò programmi a lungo termine a scopo comunitario, rivolti ai cittadini più vulnerabili di Israele. Negli anni successivi il JDC diventò un catalizzatore sociale, incoraggiando e guidando le collaborazioni tra il governo israeliano e le agenzie private per identificare, valutare e affrontare i bisogni insoddisfatti della società israeliana.

## Assistenza sociale
Come dimostrano i risultati registrati, JDC aiutò Israele a sviluppare metodi e politiche di assistenza sociale con molti dei suoi programmi che servirono da modello per le agenzie governative e non governative di tutto il mondo. Negli anni '50 l'assistenza istituzionale agli anziani fu sostituita, dove possibile, con iniziative JDC che consentivano loro di vivere in casa nelle loro comunità. Fu istituito il Ministero della Salute, che in collaborazione con il Fondo fiduciario psichiatrico sviluppò servizi di salute mentale moderni e integrati e formò il personale qualificato. Presso l'Università Ebraica di Gerusalemme si stabilì la Paul Baerwald School of Social Work (creata per la prima volta da JDC in Francia per formare professionisti che lavoravano con rifugiati di culture diverse), per professionalizzare i servizi sociali.
Le innovazioni nel lavoro sociale di JDC continuarono negli anni '60 con la fondazione del primo Child Development and Assessment Center di Israele, che mise in pratica l'idea emergente che la diagnosi ed il trattamento precoci ottimizzano i risultati per i bambini con disabilità; fu un successo, i centri per lo sviluppo dell'infanzia si diffusero presto in tutto il paese.
In questo periodo JDC lavorò a stretto contatto con le agenzie di volontariato israeliane che si occupavano di bambini con disabilità fisiche e mentali, aiutandoli a creare programmi di terapia, asili nido, centri diurni, servizi di consulenza per i genitori e campi estivi e consigliandoo queste organizzazioni sulle strategie di raccolta fondi per renderle finanziariamente indipendenti.
Nel 1969 JDC e il governo israeliano inaugurarono il programma ESHEL, con lo scopo di estendere la rete di servizi coordinati locali, regionali e nazionali agli anziani svantaggiati. Attivo ancora oggi, ESHEL ha il merito di aver migliorato la qualità della vita degli anziani israeliani. Con questi e altri progetti simili JDC fece un'importante transizione per quanto riguarda il suo ruolo in Israele. Inizialmente impegnata dal governo per fornire aiuti di emergenza alla popolazione di ex rifugiati traumatizzata e impoverita, JDC reindirizzò i suoi sforzi verso la consulenza e il finanziamento di un ampio spettro di fornitori di servizi pubblici e volontari basati sul concetto di comunità. L'evoluzione rfletteva una nuova realtà: Israele era diventata una nazione e aveva realizzato un'infrastruttura capace di affrontare i bisogni dei suoi cittadini più vulnerabili.
Alla fine del 1975 JDC trasferì le sue strutture MALBEN al governo e si liberò da tutti i servizi diretti.

## Il lavoro sulla diaspora
Gli anni '80 e '90 hanno visto JDC espandere sia la sua dimensione che la rilevanza della sua missione. Sotto la bandiera del "Rescue, Relief, and Renewal", l'organizzazione ha risposto alle sfide che ha dovuto affrontare con le comunità ebraiche di tutto il mondo, ponendo l'accento sulla costruzione della capacità dei partner locali di essere autosufficienti.
La fine della Guerra Fredda e la successiva disgregazione dell'Unione Sovietica, hanno prodotto un invito formale da parte di Michail Gorbačëv per il ritorno del JDC nella regione nel 1989; 50 anni dopo che Joseph Stalin aveva brutalmente espulso l'organizzazione, uccidendo diversi membri del JDC. L'ex Unione Sovietica e la sua comunità di anziani ebrei, in gran parte isolata e indigente, divennero rapidamente la priorità dell'organizzazione. Una rete in crescita di Heseds, o "Hesed Community Welfare Centers" nell'ex Unione Sovietica, che il JDC ha contribuito a stabilire nelle comunità locali, ha fornito assistenza sociale a un numero massimo di casi di 250.000 ebrei anziani. Secondo una pubblicazione JDC, "Il primo Hesed Center è stato fondato nel 1993 a San Pietroburgo dal Dr. Amos Avgar dell'AJJDC." Il dottor Avgar iniziò a sviluppare il modello Hesed nel 1992 mentre guidava un lavoro di esperti che cercavano di creare "un modello di servizio multifunzionale". È stato Avgar a porre le basi del Modello Hesed, operante secondo tre principi fondamentali: valori ebraici, orientamento comunitario e volontariato. I centri Hesed hanno lasciato un profondo impatto sia sulle comunità ebraiche che sui circoli non ebraici dell'ex Unione Sovietica. Per riconoscere pubblicamente e formalmente questo impatto, l'Accademia russa delle lingue ha aggiunto nel marzo 2000 la parola ebraica "Hesed" (хесед) alla lingua russa. Al dicembre 2008, gli Hesed Community Welfare Centers servivano ancora 168.000 degli ebrei più poveri del mondo nell'ex Unione Sovietica.
Il JDC è stato anche determinante nel salvataggio degli ebrei in fuga da carestia, violenza e altri pericoli in tutto il mondo. La saga degli ebrei dell'Etiopia è stata forse la più drammatica, culminata nell'Operazione Salomone, il massiccio ponte aereo di 36 ore di 14.000 ebrei da Addis Abeba a Israele il 24 e 25 maggio 1991, proprio mentre la città stava per cadere sotto l'attacco dei ribelli. Il JDC ha assistito nella negoziazione e nella pianificazione di quel tentativo di salvataggio, che è venuto sulla scia del programma globale di salute e benessere che aveva messo in atto per le migliaia di ebrei che si erano radunati ad Addis Abeba in preparazione della partenza.
Altrettanto importanti sono stati gli 11 convogli di soccorso che il JDC ha operato da Sarajevo, devastata durante la guerra del 1992-95, in Bosnia ed Erzegovina. I convogli sono riusciti a trasportare 2.300 serbi, croati, musulmani ed ebrei in salvo in altre zone dell'ex Jugoslavia e oltre. JDC ha anche sostenuto gli sforzi di soccorso della comunità ebraica di Sarajevo, ha aiutato la comunità di Belgrado ad assistere i molti ebrei colpiti dalle difficoltà economiche della Serbia mentre le sanzioni commerciali imposte dall'ONU hanno avuto un peso sempre crescente.
Ovunque JDC sia stato attivo, gli aiuti di emergenza sono andati di pari passo con la creazione di istituzioni locali a lungo termine.
In India, sede della comunità indigena Bene Israel, negli anni '60 il JDC ha gestito i fondi per la riabilitazione delle scuole locali e ha incluso il supporto per i programmi alimentari e gli investimenti di capitale. Ha anche contribuito a finanziare corsi per insegnanti e per gli studenti meritevoli per studiare in Israele. In America Latina, dove gli ebrei in fuga dai nazisti si erano stabiliti decenni prima (con l'assistenza di JDC), l'organizzazione alla fine degli anni '80 ha creato Leatid, un programma che forma leader ebrei locali laici e professionisti per garantire che le comunità si sostengano.
La formalizzazione del lavoro non settario del JDC, nell'ambito del suo programma di sviluppo internazionale nel 1986, ha segnato un'altra pietra miliare. Sebbene il JDC abbia sempre offerto assistenza ai non ebrei in crisi sin dalla fondazione dell'organizzazione nel 1914, la formazione del nuovo programma è stata fatta per garantire una risposta ebraica unificata ai disastri globali, sia naturali che causati dall'uomo, per conto delle agenzie ebraiche statunitensi e straniere. Da allora, gli sforzi di soccorso e recupero del JDC hanno assistito decine di migliaia di persone rimaste vulnerabili: a seguito della guerra civile della metà degli anni '90 in Ruanda, la crisi dei rifugiati in Kosovo, il devastante terremoto del 1999 in Turchia e lo tsunami del 2004 in Asia meridionale. Come nei suoi progetti specifici per gli ebrei, il lavoro non settario di JDC include sia il soccorso di emergenza in caso di calamità che la costruzione di capacità istituzionali locali per garantire che le persone a rischio continuino a essere sostenute per molto tempo dopo che il disastro è passato.

## Attività

### Operazioni
JDC ha operato in 85 paesi contemporaneamente nel corso dei suoi 100 anni di storia. Dall'inizio del 2009, JDC sta conducendo progetti in 71 paesi, tra cui Argentina, Croazia, Etiopia, Polonia, Marocco, Cuba e in tutta l'ex Unione Sovietica. JDC si concentra anche su Israele ed è stata una presenza umanitaria in Medio Oriente sin dalla sua fondazione nel 1914.

### JDC Entwine
JDC Entwine, la nuova piattaforma di leadership per i componenti di JDC, è stata lanciata nel 2007 con il nome JDC Next Gen, con l'obiettivo di consentire ai leader ebrei di proseguire l'operato di JDC. Secondo il loro sito web, "Entwine è un movimento unico nel suo genere per giovani leader, influencer e sostenitori ebrei che cercano di avere un impatto significativo sui bisogni ebraici globali e sulle questioni umanitarie internazionali". Il nome deriva da una citazione del leader della JDC e vicepresidente esecutivo onorario Ralph I. Goldman:"C'è un unico mondo ebraico: intrecciato, interconnesso". Entwine coinvolge giovani professionisti ebrei e studenti universitari attraverso la sua serie annuale di esperienze immersive all'estero (Insider Trips), Multi-Week Services Corps e Jewish Service Corps Fellowship (JSC).

### Partner
Nella sua missione di supportare le comunità nello sviluppo delle proprie risorse in modi che siano sia culturalmente sensibili che organici, JDC collabora con le organizzazioni locali nella creazione e implementazione di tutti i progetti JDC nel mondo. Queste partnership consentono a JDC di affrontare in modo più efficace le esigenze specifiche delle comunità in cui opera, e di sviluppare le capacità di tutte le istituzioni, professionisti e volontari in modo che siano dotati delle competenze necessarie per servire le proprie comunità.

### Programmi e priorità
Relief, Rescue, Renewal - Aiutare gli ebrei in tutto il mondo è la missione di JDC per alleviare la sofferenza, e migliorare la vita degli ebrei che hanno attraversato i confini geografici, culturali e politici nei cinque continenti. Attualmente, le regioni che traggono la maggior quantità di sforzi da JDC includono quanto segue:
- L'ex Unione Sovietica. Lo sconvolgimento causato dalla disgregazione dell'Unione Sovietica nel 1991 portò crisi e opportunità agli ebrei che vi risiedevano. Tutte le religioni e le minoranze hanno sofferto sotto il comunismo, e così le comunità di ebrei frammentate sono state improvvisamente confrontate con un'infrastruttura crollata e un futuro incerto, ma anche la speranza che fosse ora possibile affermare e rivendicare una loro eredità a lungo negata. Il JDC, che solo di recente aveva iniziato a ristabilire una presenza nella regione, dopo essere stato espulso con la violenza da Stalin nel 1938, ha investito le sue risorse nel soccorso e nel salvataggio delle popolazioni ebraiche che lottano per la sopravvivenza. Oggi, JDC fornisce cibo, cure mediche, assistenza domiciliare e soccorso invernale a 168.000 ebrei anziani, in gran parte attraverso 175 Hesed, centri di assistenza sociale in tutta la regione. JDC fornisce anche assistenza nutrizionale, medica e di altro tipo a 25.000 bambini a rischio e alle loro famiglie. Oltre agli aiuti per il sostentamento vitale, JDC aiuta gli ebrei a reclamare la loro eredità e a costruire comunità ebraiche vivaci e autosufficienti attraverso centri comunitari ebraici, biblioteche, centri giovanili Hillel, istruzione ebraica e sviluppo della leadership locale.
- Europa centrale e orientale. Come nell'ex Unione Sovietica, i cambiamenti sociali ed economici minacciano la stabilità delle numerose e diverse comunità ebraiche nell'Europa centrale e orientale e nei paesi baltici. Gli approcci al benessere sociale e allo sviluppo della comunità di JDC sono tanto vari quanto le comunità che assistono. I programmi di soccorso del JDC per i sopravvissuti all'Olocausto raggiungono 26.000 anziani, mentre l'organizzazione lavora con partner locali per garantire che i bisogni primari dei bambini impoveriti siano soddisfatti. L'obiettivo generale è l'autosostenibilità e il trasferimento delle responsabilità in materia di welfare agli enti locali. Per raggiungere questo obiettivo, JDC fornisce consulenza alle comunità nelle aree di formazione alla leadership, pianificazione strategica, raccolta fondi, gestione della proprietà e networking, aiutando i professionisti locali a sviluppare le competenze per servire una comunità sempre più ampia.
- Africa e Asia. In termini di numeri, le comunità ebraiche in Africa e in Estremo Oriente vanno da considerevoli (fino a 25.000 in Turchia) a piccole (l' Algeria ospita solo una manciata di ebrei, a causa dei governi islamisti degli anni '90). Le popolazioni ebraiche in entrambi i continenti stanno diminuendo, o per emigrazione o perché gli anziani sono tutto ciò che resta. Ma ovunque ci sia un ebreo e il desiderio di mantenere gli usi e le tradizioni della vita ebraica, JDC si sforza di garantire che i bisogni di base siano soddisfatti e le istituzioni ebraiche continuino a vivere. Il JDC sostiene gli sforzi di istruzione e formazione degli ebrei locali, e pone un'enfasi particolare sui programmi internazionali che collegano le popolazioni ebraiche isolate con gli ebrei di tutto il mondo.
- Le Americhe. Ci sono quasi un quarto di milione di ebrei in Argentina, più che in qualsiasi altra nazione dell'emisfero occidentale dopo gli Stati Uniti. Quel numero includeva una vivace classe media emergente, ma gran parte di questo progresso è stato sconvolto dalla crisi finanziaria del 2001 che ha fatto precipitare migliaia di persone nella disperazione economica e ha rafforzato la gravità della situazione di povertà per coloro che già ci vivono. JDC ha risposto, fornendo assistenza a 36.000 ebrei argentini. Da allora, JDC ha iniziato a cedere il suo ruolo di assistenza ai suoi partner locali, pur continuando a garantire che le necessità alimentari e mediche di base dei cittadini più vulnerabili siano soddisfatte.
- Israele. Il rapporto di JDC con Israele è unico. Mentre l'organizzazione lavora con la cooperazione dei governi delle altre nazioni in cui è presente, con Israele il rapporto è più di una partnership diretta. Lavorando insieme, JDC e il governo israeliano rafforzano la capacità delle agenzie locali di affrontare i bisogni immediati e a lungo termine degli anziani, dei giovani più a rischio, dei sotto-occupati cronici e dei nuovi immigrati. JDC aiuta a costruire e mantenere i punti di forza di Israele, compresa la gestione del settore pubblico, il governo e la gestione di organizzazioni senza scopo di lucro, il volontariato e la filantropia, in modo che la società nel suo insieme sia in grado di soddisfare sempre meglio i propri bisogni. JDC aiuta anche quegli ebrei e non ebrei che vivono sotto il fuoco della guerriglia nel sud di Israele.

## JDC Israel
Nel 1976, JDC Global fondò JDC Israel con sede a Gerusalemme. Da allora, JDC Israel ha sviluppato programmi e servizi per le popolazioni più vulnerabili di Israele attraverso i suoi partenariati con il governo israeliano, associazioni e organizzazioni senza scopo di lucro. JDC Israel opera attraverso diversi dipartimenti:
- ASHALIM – giovani a rischio
- ELKA – Institute for Leadership and Governance
- ESHEL – adulti più anziani
- Israel Unlimited – persone con disabilità
- TEVET – Servizi per l'impiego

## Istituzioni
Nel corso della sua lunga storia, JDC ha contribuito a creare istituzioni durature che svolgono gran parte della ricerca e dello sviluppo delle politiche che informano i programmi JDC e promuovono i suoi obiettivi. In effetti, il lavoro delle istituzioni è molto apprezzato ben oltre la comunità ebraica e si può senza dubbio affermare che abbia alzato il livello della fornitura di servizi sociali, a livello globale.

### Definizione delle politiche pubbliche
Il Myers-JDC-Brookdale Institute, una partnership tra il JDC, il governo di Israele e la David and Inez Myers Foundation, è stato istituito nel 1974. Il suo ruolo è quello di condurre una ricerca sociale applicata sulla portata e le cause dei bisogni sociali, in particolare quelli relativi a invecchiamento, politica sanitaria, bambini e giovani, persone con disabilità, occupazione e qualità nei servizi sociali, e valuta vari approcci per affrontarli. Le informazioni prodotte dai ricercatori si sono dimostrate un potente strumento per i responsabili politici israeliani e per i professionisti dei servizi sociali. Tra gli altri esempi, i ricercatori MJB:
- Ha rivelato il drammatico aumento del numero di anziani disabili di Israele e ha contribuito a sviluppare strategie per espandere i servizi comunitari per loro.
- Ha contribuito ad espandere e migliorare la politica educativa nazionale per i bambini etiopi negli anni '90, il che ha portato a migliori risultati nelle scuole superiori e a una maggiore partecipazione all'istruzione superiore.
- Ha facilitato l'attuazione della legge israeliana sull'istruzione speciale, che ha notevolmente ampliato i servizi per i bambini disabili negli anni '90.
- Ha aiutato a introdurre e ad attuare efficacemente la Legge sull'assicurazione sanitaria nazionale (1995), che fornisce una copertura universale e più equa a tutti i cittadini israeliani.

Altre istituzioni affiliate a JDC includono The Taub Center for Social Policy Studies in Israel, un think tank indipendente che analizza e sviluppa alternative di politica sociale, e il JDC International Center for Community Development, che sostiene gli sforzi di JDC in tutto il mondo per migliorare e sostenere in vita la comunità ebraica.

### Formazione
La formazione per la leadership è un valore fondamentale di JDC. A tal fine JDC ha fondato Leatid, il centro europeo per la leadership ebraica. Il programma di formazione Leatid, incentrato sulla gestione e sulla pianificazione della comunità, aiuta ad espandere il pool di uomini e donne ebrei, professionisti di spicco impegnati per il benessere continuo delle loro comunità. I leader ebrei di tutte le parti d'Europa hanno preso parte ai seminari di formazione Leatid, tra cui la maggior parte degli attuali presidenti delle comunità ebraiche europee, direttori esecutivi, membri chiave del consiglio e rabbini. I leader che non sono stati allievi di Leatid quasi certamente sono stati sottoposti a Buncher Community Leadership Training, creata dalla JDC in collaborazione con la Buncher Family Foundation e la United Jewish Federation di Pittsburgh. Dal suo inizio nel 1989, Buncher Leadership Training ha tenuto seminari nell'ex Unione Sovietica, negli Stati baltici, in Polonia, Germania, ex Jugoslavia, Romania, Ungheria e Bulgaria, nonché in India e America Latina.
Infine, la Moscow NGO Management School, fondata da JDC nel 2005, rafforza efficacemente il settore non profit russo fornendo formazione professionale ai manager di organizzazioni non profit. Il curriculum è concepito per fornire ai leader di organizzazioni senza scopo di lucro l'opportunità di acquisire competenze per aiutare le loro organizzazioni ad avere successo.

### Soccorso in caso di calamità
L'attività di JDC come agenzia non confessionale di soccorso in caso di calamità è motivata dallo spirito del tikkun olam, il tradizionale obbligo morale degli ebrei di migliorare le condizioni dell'intera famiglia umana. Lavorando con i partner locali, JDC ha fornito aiuti di emergenza e assistenza allo sviluppo a lungo termine alle comunità devastate da eventi catastrofici come il terremoto del Kashmir nel 2005 e lo tsunami nell'Asia meridionale nel 2004. I soccorsi più recenti includono:
- Terremoto di Ziarat del 29 ottobre 2008. Un terremoto di magnitudo 6,5 ha colpito il Pakistan sud-occidentale, a nord-est della capitale provinciale Quetta. Il JDC ha raccolto fondi per assistere direttamente le vittime e ha collaborato con la Mezzaluna Blu Internazionale fornendo cibo, biancheria da letto, kit per l'igiene e vestiti pesanti ai più colpiti.
- Conflitto Russia-Georgia. In seguito allo scoppio delle ostilità il 7 agosto 2008, JDC ha collaborato con la Croce Rossa georgiana e il MASHAV, il Centro per lo sviluppo internazionale del Ministero degli affari esteri israeliano, per coordinare la spedizione e la distribuzione di forniture mediche fondamentali e altri aiuti di emergenza. JDC continua a valutare le esigenze della regione e a sviluppare una strategia per l'assistenza a lungo termine agli sfollati a causa del conflitto.
- Terremoto in Cina del 2008. Il 12 maggio il peggior terremoto dei più di 30 anni precedenti ha devastato il Sichuan e altre otto province, uccidendo più di 70.000 persone e lasciando 1,39 milioni di senzatetto. JDCha sostenuto la collaborazione tra The All China Federation of Supply and Marketing Cooperatives (ACFSMC) e il Negev Institute for Strategies of Peace and Development (NISPED) che guida un ambizioso sforzo di ricostruzione nella regione.
- Ciclone del Myanmar del 2 maggio 2008. JDC è stata tra le poche organizzazioni umanitarie ad entrare in Myanmar, nel delta dell'Irrawaddy, dopo il ciclone Nargis che ha colpito la regione. Si stima che il disastro abbia danneggiato 2,4 milioni di persone. Il JDC si è coordinato con altre organizzazioni non governative per portare immediatamente acqua, cibo e forniture mediche; in seguito ha sostenuto gli sforzi per ricostruire scuole, case e argini distrutti dal ciclone.
- Terremoto in Nepal nell'aprile 2015. A seguito del terremoto di magnitudo 7,8 che ha devastato il Nepal, il JDC ha fatto leva sul suo team di esperti in risposte ai disastri e si è coordinato con le autorità locali per valutare la situazione e provvedere ai bisogni dei sopravvissuti, portando forniture mediche, materiali per rifugi, kit alimentari e sali per la reidratazione orale, fornendo riparo, acqua e cibo ai bambini.[30]